# Atsadawut Changthong
Atsadawut Changthong (thailändisch อัษฎาวุธ ช้างทอง; * 29. Januar 2001) ist ein thailändischer Fußballspieler.

## Karriere
Atsadawut Changthong erlernte das Fußballspielen in der Jugendmannschaft von Bangkok United. Hier unterschrieb er am 1. Januar 2022 auch seinen ersten Vertrag. Der Verein aus der Hauptstadt Bangkok spielte in der ersten Liga. Die Saison 2022/23 wurde er an den Drittligisten Samut Prakan FC ausgeliehen. Mit dem Verein aus Samut Prakan spielte er 22-mal in der Bangkok Metropolitan Region der Liga. Zu Beginn der Saison  2023/24 wechselte er ebenfalls auf Leihbasis zum Zweitligisten Ayutthaya United FC. Sein Zweitligadebüt gab Changthong am 20. August 2023 (2. Spieltag) im Auswärtsspiel gegen den Chiangmai United FC. Bei dem 1:0-Auswärtssieg wurde er in der 89. Minute für Kitphom Bunsan eingewechselt. Am Ende der Saison 2023/24 belegte er mit dem Klub den sechsten Tabellenplatz und qualifizierte sich somit für die Aufstiegsspiele zur ersten Liga. Hier konnte man sich jedoch nicht durchsetzen. Nach 30 Ligaspielen kehrte er nach der Ausleihe zum Bangkok United zurück. Hier wurde sein Vertrag jedoch nicht erlängert. Im Juli 2024 nahm ihn der Erstligist Nakhon Pathom United FC aus Nakhon Pathom unter Vertrag. Nach sieben Erstligaspielen wurde sein Vertrag im Dezember 2024 nicht verlängert. Im Januar 2025 nahm ihn der Zweitligist Ayutthaya United FC unter Vertrag. Am Ende der Saison 2024/25 feierte er mit Ayutthaya die Vizemeisterschaft der zweiten Liga sowie den Aufstieg in die erste Liga.

## Erfolge
Ayutthaya United FC
- Thailändischer Zweitligavizemeister: 2024/25  ▲